# Wikipédia em coreano
A Wikipédia coreana (em coreano: 한국어위키백과, romanizado: Han-gugeo Wikibaekgwa) é a edição da Wikipédia em língua coreana. Foi fundada em 11 de outubro de 2002 e atingiu dez mil artigos em 4 de junho de 2005. Em setembro de 2020, possuía 519.642 artigos com 2.403 usuários ativos, sendo a 23ª maior da Wikipédia.
Até janeiro de 2020, era o segundo maior wiki na língua coreana, depois do Namuwiki.

## História
A Wikipédia coreana inicialmente usava uma versão mais antiga do MediaWiki. O software teve problemas para representar o hangul (alfabeto coreano), o que limitou seu uso. Em agosto de 2002, o software foi atualizado e passou a oferecer suporte a scripts em outros idiomas, como o hangul. No entanto, o navegador Internet Explorer continuou a ter um problema de codificação, o que manteve baixas as contribuições para a enciclopédia online. Porém, de outubro de 2002 a julho de 2003, o número de artigos aumentou de 13 para 159, e em agosto de 2003 chegou a 348. Finalmente, em setembro de 2003 o problema do hangul foi resolvido. A partir de setembro de 2003, sem dificuldade de acesso uma vez solucionado o erro de codificação no IE, o número de contribuições e visitas aumentou drasticamente. As perspectivas da Wikipédia coreana tornaram-se ainda mais otimistas após o impulso criado pela cobertura substancial da mídia coreana.
A Wikipédia coreana ganhou o prêmio Information Trust no ramo geral da cultura da Internet em 2005.[carece de fontes?]

## Cronologia
- 11 de outubro de 2002: Criação da Wikipédia em coreano.
- 12 de outubro de 2002: Primeiro artigo.
- 4 de junho de 2005: 10 000 artigos.
- 12 de fevereiro de 2006: 20 000 artigos.
- 14 de dezembro de 2006: 30 000 artigos.
- 2 de agosto de 2007: 40 000 artigos.
- 4 de janeiro de 2008: 50 000 artigos.
- 24 de abril de 2008: 60 000 artigos.
- 7 de agosto de 2008: 70 000 artigos.
- 20 de novembro de 2008: 80 000 artigos.
- 25 de fevereiro de 2009: 90 000 artigos.
- 4 de junho de 2009: 100 000 artigos.
- 15 de dezembro de 2010: 150 000 artigos.
- 19 de maio de 2012: 200 000 artigos.
- 3 de outubro de 2013: 250 000 artigos.
- 5 de janeiro de 2015: 300 000 artigos.
- 3 de junho de 2016: 350 000 artigos.
- 22 de outubro de 2017: 400 000 artigos.
- 15 de junho de 2020: 500 000 artigos.

## Hangul e Hanja
A Wikipédia coreana é escrita quase inteiramente em hangul. O hanja é usado apenas para esclarecer certas frases e geralmente está entre parênteses. Há um grupo, chamado Dajimo, que está trabalhando ativamente para introduzir um sistema de script misto na Wikipédia coreana. Um pedido de uma Wikipédia separada em escrita mista, no entanto, foi rejeitado.

## Dialetos
Existem dois padrões principais no idioma coreano, o padrão da Coreia do Sul e o padrão da Coreia do Norte. Os norte-coreanos estão sub-representados na Wikipédia coreana, devido à censura norte-coreana da internet na Coreia do Norte. Portanto, a maioria dos usuários da Wikipédia coreana são sul-coreanos e muitos artigos são escritos no estilo sul-coreano. O nome oficial da Wikipédia é 한국어위키백과 (Hangugeo Wiki-baekgwa). O Hangugeo é o nome do idioma coreano na Coreia do Sul e baekgwa é uma forma recortada da "enciclopédia" de 백과사전 (baekgwasajeon).

## Serviços derivados da Wikipédia coreana
As empresas fazem uso intensivo da Wikipédia coreana de várias maneiras, pois sua licença, a Licença Creative Commons Attribution Share-Alike (CC BY-SA), permite modificação e distribuição para fins comerciais.
A Empas integrou o banco de dados da Wikipédia coreana em sua busca desde 11 de agosto de 2005. O recurso para pesquisar a Wikipédia coreana usando um telefone móvel com uma conexão de internet sem fio através de Nate estava disponível para os assinantes da SK Telecom em 6 de julho de 2007. Desde 21 de agosto, a Daum hiperligou a Wikipédia coreana com a Wikipédia inglesa em seu portal, e Naver também começou a apresentar os resultados de pesquisa da Wikipédia em coreano e inglês antes de outros a partir de 11 de janeiro de 2008.

## Política
A história do grupo de jovens da direita sul-coreana K favorece um envolvimento pró-ativo dos meios de comunicação de direita para a Wikipédia coreana. Em janeiro de 2014, grupos de direitos humanos enviaram cópias da Wikipédia coreana para a Coreia do Norte em pendrives por balão.

## Galeria

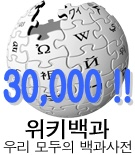
Logo da Wikipédia coreana dos 30.000 artigos (14 de dezembro de 2006)
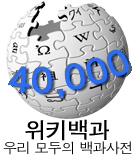
Logo da Wikipédia coreana dos 40.000 artigos (2 de agosto de 2007)
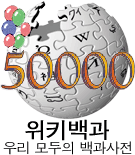
Logo da Wikipédia coreana dos 50.000 artigos (4 de janeiro de 2008)
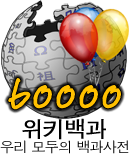
Logo da Wikipédia coreana dos 60.000 artigos (24 de abril de 2008)
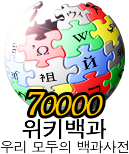
Logo da Wikipédia coreana dos 70.000 artigos (7 de agosto de 2008)
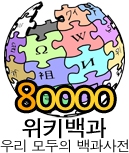
Logo da Wikipédia coreana dos 80.000 artigos (20 de novembro de 2008)
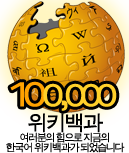
Logo da Wikipédia coreana dos 100.000 artigos (4 de junho de 2009)
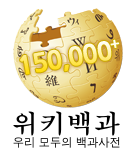
Logo da Wikipédia coreana dos 150.000 artigos (15 de dezembro de 2010)
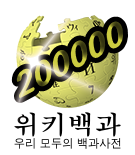
Logo da Wikipédia coreana dos 200.000 artigos (19 de maio de 2012)
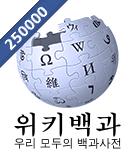
Logo da Wikipédia coreana dos 250.000 artigos (3 de outubro de 2013)
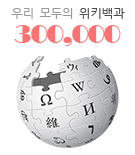
Logo da Wikipédia coreana dos 300.000 artigos (5 de janeiro de 2015)
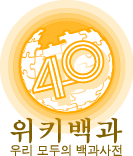
Logo da Wikipédia coreana dos 400.000 artigos (22 de outubro de 2017)
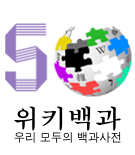
Logo da Wikipédia coreana dos 500.000 artigos (15 de junho de 2020)
Logo da Wikipédia coreana dos 600.000 artigos (16 de Agosto de 2022)